# 사린
사린(독일어: Sarin 자린[*])은 액체와 기체 상태로 존재하는 독성이 매우 강한 화합물로 중추신경계를 손상시킨다. 치사량은 흡입시 1m3, 1kg당 70mg, 피부접촉시 같은 조건에서 1700mg이다.

## 생성
CH3P(O)F2 + (CH3)2CHOH → [(CH3)2CHO]CH3P(O)F + HF

## 특징
매우 치명적이기 때문에 노출되면 수 분내에 목숨을 잃을 수 있다. 호흡기, 눈, 피부를 통해 인체에 흡수되어 콧물, 눈물, 침, 땀을 많이 흘리고 호흡곤란, 시력저하, 메스꺼움, 구토, 근육경련, 두통 등의 증상을 보인다. 증상 발현이 빠르고, 기도폐쇄, 호흡근육마비 등이 발생할 경우 생명을 잃을 수 있어 위험한 기체이다. 처음엔 시력저하부터 시작된다.
이후 시신경을 마비시키며 계속되면 사망에 이른다.
시안화물 보다 500배 이상 독성이 강하다. 이러한 성질 때문에 1995년 일본 도쿄에서 옴진리교가 테러에 사용하기도 했다.

## 처치
즉각적인 응급처치는 옷을 벗고 흐르는 물이나 식염수에 눈을 소독하고 물로 피부에 묻은 오염물질을 제거하는 것이다.
해독제는 아트로핀(atropin), 프랄리독심요오드화메틸(PAM)등을 사용한다.

## 같이 보기
- 도쿄 지하철 사린 사건
- 미국에선 흔히 GB라고 불림